# 작전 (영화)
"작전"은 한국에서 처음으로 시도된 주식을 소재로 한 영화로 이호재 감독의 첫 작품이다.
주인공 강현수 역은 배우 박용하가 맡았다. 긴박감 있고 완성도 높은 영상을 위해 일반적인 한국영화 두 배에 달하는 3600컷을 사용했다. 작전은 주식을 통해 한방을 노리는 이들의 물고 물리는 두뇌게임에 관한 이야기이며 이것은 최근 금융 및 경제 위기와 관련 화제가 되기도 했다.

## 시놉시스
인생한방을 꿈꾸는 백수 강현수(박용하)는 토카방 주식에 투자했다가 신용불량자가 된다. 그 후 수 년을 시행착오를 겪으며 독학으로 프로개미가 된다. 뛰어난 차트분석 능력으로 작전주를 추격 7천만 원을 손에 쥐지만 그것은 전직 조폭인 황종구의 작전주였다. 현수로 인해 작전을 망친 황종구(박희순)는 현수를 납치하나 현수의 능력을 높이 사 600억 작전에 그를 합류시킨다. 잘나가는 펀드매니저 조민형(김무열), 자산관리자 유서연(김민정), 대산토건 대주주 박창주(조덕현)등 작전계의 에이스들로 팀을 구성, 600억 작전이 시작되고 성공한 듯 보인 작전은 멤버들간의 속고 속이는 또다른 작전으로 인해 흔들리기 시작한다.

## 명대사
| “ | "오케이! 거기까지.." | ” |

| “ | "계약직 파리 목숨인 거 모르냐?" | ” |

| “ | "주식시장에 그 동안 꼬라박은 수업료를 다 모았으면 그랜저 세 대는 뽑았겠다." | ” |

| “ | "바닥인 줄 알고 사는 놈들 지하실 구경하게 될 겁니다." | ” |

| “ | "어머니 칠순잔치를 김밥천국에서 할 순 없잖아." | ” |

| “ | "아무리 발악을 해도 되는 놈만 되는 게 세상이야." | ” |

| “ | "대한민국 경제는 우리같은 사람들이 계속 흔들어주고 활기를 넣어줘야 움직이는 거라고." | ” |

## 캐스팅
- 박용하 : 강현수 역
- 김민정 : 유서연 역
- 박희순 : 황종구 역
- 김무열 : 조민형 역
- 조덕현 : 박창주 역
- 김준성 : 브라이언 최 역
- 이동용 : 한 부장 역
- 조재윤 : 이 대리 역
- 박재웅 : 덕상이 역
- 신현종 : 우 박사 역
- 권재환 : 김승범 역
- 유승목 : 윤상태 역
- 김승훈 : 이재학 역
- 전국환 : 마산 창투 역
- 이용이 : 현수 모 역
- 박용연 : 강준수 역
- 배호근 : 박지혁 역
- 홍승범 : 진형이형 역
- 김영훈 : 남 비서 역
- 박팔영 : 금배지 국회의원 역
- 이은지 : 섹시녀 역
- 김동찬 : 금융감독원 팀장 역
- 송영재 : 서진에셋 부장 역
- 신용욱 : 박지혁 매형 역
- 정종렬 : 증권사 남자 역
- 설지윤 : 가정주부 역
- 서왕석 : 철거 용역 1 역
- 김수웅 : 멤버스 클럽 지배인 역
- 정민성 : 형사 1 역
- 신창수 : 형사 2 역
- 유승권 : 형사 3 역

## 음악
엔딩크레딧곡 'MONEY'는 사회 이슈를 다룬 조PD의 랩과 주인공 박용하의 참여로 화제가 되었다. 공식홈페이지에선"영화의 주인공 '강현수'의 시점에서 곡을 만들었다. 멜로디는 누구나 쉽게 즐길 수 있고 영화의 경쾌함도 살린 팝스타일로 작곡했다. 부드러운 박용하의 음색이 지금의 젊은이들의 욕망을 담아내고, 솔직하고 신세대적인 조PD의 랩이 대조를 이뤄 곡의 완성도를 높였다."고 작전의 목영진 음악감독은 밝혔다.